# Werner Danckert
Werner Danckert (* 22. Juni 1900 in Erfurt; † 5. März 1970 in Krefeld) war ein deutscher Volksliedforscher.

## Leben
Danckert machte nach seinem Abitur 1917 eine Ausbildung als Konzertpianist. Er absolvierte ein Studium der Musikwissenschaft mit den Nebenfächern Philosophie und Physik. 1923 promovierte er in Erlangen summa cum laude; die Habilitation folgte 1926 an der Universität Jena.
Danckert beantragte am 7. Oktober 1937 die Aufnahme in die NSDAP und wurde rückwirkend zum 1. Mai desselben Jahres aufgenommen (Mitgliedsnummer 5.295.345), im selben Jahr wurde er Professor an der Musikhochschule Weimar. Danckert wurde Mitarbeiter der Hauptstelle Musik im Amt Rosenberg. An den Reichsmusiktagen in Düsseldorf 1938 hielt er einen Vortrag über Volkstum, Stammesart, Rasse im Lichte der Volkstumsforschung. 1939 publizierte er das Buch Die ältesten Spuren germanischer Volksmusik. 1943 erhielt er als Nachfolger von Herbert Birtner einen Lehrstuhl in Graz und eine apl. Professur in Berlin.
Nach dem Ende des Zweiten Weltkriegs kehrte er an keine Universität zurück, publizierte aber weitere Bücher zur Volksmusik und anderen musikalischen Themen.

## Veröffentlichungen (Auswahl)
- Geschichte der Gigue (= Veröffentlichungen des Musikwissenschaftlichen Seminars. 1). Kistner & Siegel, Leipzig 1924, (Zugleich: Erlangen, Universität, Dissertation, 1924, Digitalisat).
- Ursymbole melodischer Gestaltung. Beiträge zur Typologie der Personalstile aus sechs Jahrhunderten der abendländischen Musikgeschichte. Bärenreiter, Kassel 1932, (Digitalisat).
- Beiträge zur Bachkritik (= Jenaer Studien zur Musikwissenschaft. 1, ZDB-ID 2448666-8). Band 1. Bärenreiter, Kassel 1934.
- Musikwissenschaft und Kulturkreislehre. In: Anthropos. Band 32, Heft 1/2, Januar–April 1937, S. 1–14, JSTOR:40447903.
- Das Europäische Volkslied. Hahnefeld, Berlin 1939, (2., durchgesehene und erweiterte Auflage. Bouvier, Bonn 1970, ISBN 3-416-00669-0).
- Grundriss der Volksliedkunde. Hahnefeld, Berlin 1939.
- Claude Debussy. de Gruyter, Berlin 1950.
- Goethe. Der mystische Urgrund seiner Weltschau. de Gruyter, Berlin 1951.
- Offenes und geschlossenes Leben. Zwei Daseinsaspekte in Goethes Weltschau. Bouvier, Bonn 1963.
- Unehrliche Leute. Die verfemten Berufe. Francke, Bern u. a. 1963, (2. Auflage. ebenda 1979, ISBN 3-7720-1451-8).
- Das Volkslied im Abendland (= Sammlung Dalp. 98, ZDB-ID 987302-8). Francke, Bern u. a. 1966.
- Tonreich und Symbolzahl in Hochkulturen und Primitivenwelt. Bonn 1966.

### Nachgelassene Texte
- Symbol, Metapher, Allegorie im Lied der Völker. 4 Bände. Aus dem Nachlass herausgegeben von Hannelore Vogel. Verlag für Systematische Musikwissenschaft, Bonn – Bad Godesberg 1976–1978.
  - Band 1: Natursymbole (= Orpheus-Schriftenreihe zu Grundfragen der Musik. 20, ZDB-ID 509106-8). 1976;
  - Band 2: Kultursymbole (= Orpheus-Schriftenreihe zu Grundfragen der Musik. 21). 1977;
  - Band 3: Pflanzen (= Orpheus-Schriftenreihe zu Grundfragen der Musik. 22). 1978;
  - Band 4: Tiere (= Orpheus-Schriftenreihe zu Grundfragen der Musik. 23). 1978.
- Musik und Weltbild. Morphologie der abendländichen Musik (= Orpheus-Schriftenreihe zu Grundfragen der Musik. 27). Aus dem Nachlass herausgegeben von Marianne Bröcker. Verlag für Systematische Musikwissenschaft, Bonn – Bad Godesberg 1979.
- Bach und Händel.
- Musik und Musikstile Polynesiens.
- Studien zur Vor- und Frühgeschichte ostasiatischer Musik.
- Musik im indopazifischen Raum.